# Talicada
Genre
Talicada est un genre de lépidoptères (papillons) originaires d'Asie du Sud et du Sud-Est, appartenant à la famille des Lycaenidae et à la sous-famille des Polyommatinae.

## Taxonomie
Le genre Talicada a été décrit par l'entomologiste britannique Frederic Moore en 1881, avec pour espèce type Polyommatus nyseus Guérin-Méneville, 1843.

## Liste des espèces et distributions géographiques
Selon FUNET Tree of Life (11 juillet 2020) :
- Talicada nyseus (Guérin-Méneville, 1843) — du Sri Lanka au Viêt Nam.
- Talicada metana Riley & Godfrey, 1921 — en Thaïlande.
- Talicada buruana Holland, 1900 — à Buru.